# Nature of a Sista'
Albums de Queen Latifah
All Hail the Queen
(1989) Black Reign
(1993)
Singles
1. Latifah s Had It Up 2 Here
Sortie : 1991
2. Fly Girl
Sortie : 1991
3. How Do I Love Thee
Sortie : 1991

Nature of a Sista' est le deuxième album studio de Queen Latifah, sorti le 3 septembre 1991.
L'album s'est classé 32e au Top R&B/Hip-Hop Albums et 117e au Billboard 200.

## Liste des titres
| No  | Titre                                                                    | Contient un (des) sample(s) de                                                                           | Durée |
| --- | ------------------------------------------------------------------------ | --- | ----- |
| 1.  | Latifah's Had It Up 2 Here (Produit par Naughty by Nature)               | | 4:26  |
| 2.  | Nuff of the Ruff' Stuff' (Produit par Little Louie Vega)                 | | 3:50  |
| 3.  | One Mo' Time (Produit par Naughty by Nature)                             | Genevieve de Cymande Inside Out de Queen Latifah Princess of the Posse de Queen Latifah                  | 4:49  |
| 4.  | Give Me Your Love (Produit par Soulshock & Cutfather)                    | Give Me Your Love (Love Song) de Curtis Mayfield                                                         | 3:49  |
| 5.  | Love Again (Produit par Soulshock & Cutfather)                           | | 3:40  |
| 6.  | Bad as a Mutha (Produit par Soulshock & Cutfather)                       | The Blackbyrds' Theme des Blackbyrds N.T. de Kool & the Gang                                             | 4:00  |
| 7.  | Fly Girl (featuring Simple Pleasure – Produit par Soulshock & Cutfather) | Right On de Clarence Wheeler & the Enforcers                                                             | 4:01  |
| 8.  | Sexy Fancy (featuring Scringer Ranks – Produit par K-Cut)                | | 3:55  |
| 9.  | Nature of a Sista' (Produit par Little Louie Vega)                       | Kool Is Back de Funk, Inc. Ain't We Funkin' Now des Brothers Johnson                                     | 3:19  |
| 10. | That's The Way We Flow (Produit par K-Cut)                               | Small Portion of Your Love de Sam & Dave                                                                 | 3:22  |
| 11. | If You Don't Know (Produit par Nevelle Hodge)                            | The Payback de James Brown Funky Drummer de James Brown Get Up, Get Into It, Get Involved de James Brown | 4:58  |
| 12. | How Do I Love Thee (Produit par Queen Latifah)                           | | 4:59  |